# William Henry McNeile Verschoyle-Campbell
William Henry McNeile Verschoyle-Campbell, britanski general, * 1884, † 1946.